# 草嶺
草嶺，古稱「番坪坑」，日治時期舊稱「草寮」，是臺灣雲林縣古坑鄉的一個地名，位於該鄉東南部。西北及北部偏西與樟湖為鄰，北部偏東與勞水坑為鄰，東邊為蕃地，南邊為生毛樹，西南邊為龍眼林。日治時期的草寮庄相較於今日行政區域，其範圍大致為草嶺村不含西北部、東南端及東北部凸出部分等三處。

## 地理

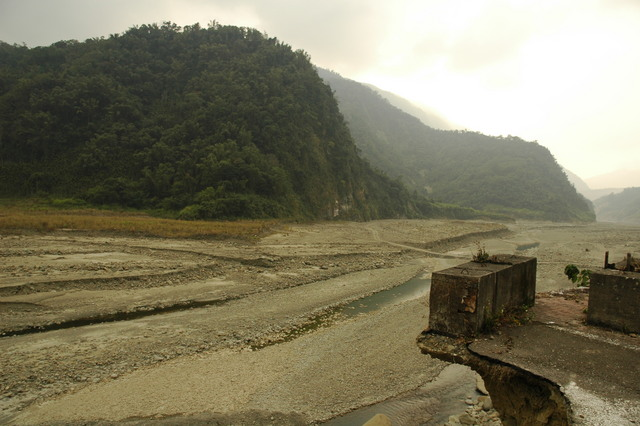
草嶺潭舊址

草嶺位在海拔標高自450～1750公尺，面積約一千多公頃，跨境嘉義縣梅山鄉、南投縣竹山鎮與雲林縣古坑鄉等三處行政區，地形略呈盆地狀，環山相抱，具有豐富特殊地形景觀，產生蓬萊瀑布、斷崖春秋、峭壁雄風、水濂洞、青蛙石、奇妙洞、斷魂谷、同心瀑布、連珠池、清溪小天地等景，故得「草嶺十景」稱號，是草嶺風景區關鍵景點，另外尚有梅山峽谷、萬年峽谷（石鰻坑峽谷）居清水溪河段，以及921地震紀念園區（草嶺地質公園）等景點。
流經草嶺的清水溪河段，曾因地震而數次產生堰塞湖之現象，被稱為「草嶺潭」。據史最早紀錄在1941年中埔大地震發生，1951年因不堪豪雨而潰堤。1999年發生的921大地震使草嶺潭再現，稱為新草嶺潭，後因颱風造成潭水宣洩而消失。

## 交通
草嶺對外交通仰賴縣道149甲線為主幹，向外連接縣道149主線、縣道149乙線、縣道169線、縣道162甲線與縣道158甲線。

## 周邊景點
- 石壁風景區
- 樟湖風景區
- 太和風景區
- 豐山風景區（石盤鼓風景區）
- 瑞里風景區
- 來吉風景區
- 劍湖山世界
- 古坑華山咖啡產地
- 瑞峰風景區

### 文獻
- 蔡義發.  (碩士论文). 中華大學土木工程學系. 2001.
- 蔡喬文.  (碩士论文). 中興大學水土保持學系. 2004.
- 李建堂　教授. . 《台灣地形研究所》 (台灣大學地理環境資源學系). （原始内容存档于2016-03-04）.
- . 公共電視 我們的島 第272集 (YouTube). 2004-09-20  [2022-02-25]. （原始内容存档于2022-02-25）.

## 外部連結
- 草嶺風景區 _ 觀光景點－交通部觀光局 （页面存档备份，存于）